# Chrysotachina cristiverpa
Chrysotachina cristiverpa är en tvåvingeart som först beskrevs av O'hara 2002.  Chrysotachina cristiverpa ingår i släktet Chrysotachina och familjen parasitflugor. Inga underarter finns listade i Catalogue of Life.